# キャシーズ・クラウン
「キャシーズ・クラウン」（Cathy's Clown）は、エヴァリー・ブラザーズが1960年に発表した楽曲。
ローリング・ストーンの選ぶオールタイム・グレイテスト・ソング500（2010年版）では150位にランクされている。

## 概要
作詞作曲はドン・エヴァリーとフィル・エヴァリーの二人。ケーデンスからワーナー・ブラザース・レコードに移籍後最初に発売されたシングルである。B面は「いつもあなたを（Always It's You）」。演奏は兄弟のギター、フロイド・クレイマーのピアノ、フロイド・チャンスのベース、バディ・ハーマンのドラムズである。
同年5月17日から6月20日にかけて5週連続でビルボード・Hot 100の1位を記録した。ビルボードのR&Bチャートでも1位、1960年のビルボード年間チャートでは3位記録するなど大ヒットとなった。ゴールドディスクにも認定された。また全英シングルチャートでは7週にわたって1位を記録した。
10月発売のアルバム『A Date with the Everly Brothers』に収録された。
1989年4月、リーバ・マッキンタイアがシングルのA面曲として発表。マッキンタイアのバージョンはビルボードのカントリー・チャートとカナダのカントリー・チャートにおいてそれぞれ1位を記録した。